# كيفن فان يمبي
كيفن فان يمبي (بالفرنسية: Kevin Van Impe)‏ (و. 1981  م) هو راكب دراجة هوائية بلجيكي، ولد في الست، شارك في طواف إسبانيا.

## سباقات أو مراحل فاز بها
| التاريخ        | السباق                           | المركز                  |
| -------------- | -------------------------------- | ----------------------- |
| 24 أغسطس 2000  | 2000 Grote Prijs Lucien Van Impe | المركز الثاني           |
| 09 أكتوبر 2002 | 2002 KAJ-KWB Prijs               | الفائز في التصنيف العام |
| 27 أغسطس 2003  | 2003 Stadsprijs Geraardsbergen   | المركز الثاني           |
| 11 سبتمبر 2003 | 2003 Izegem Koers                | الفائز في التصنيف العام |
| 17 مايو 2004   | 2004 Puivelde Koerse             | المركز الثالث           |
| 17 أغسطس 2004  | غروت بريجس ستاد زوتيجم 2004      | المركز الثاني           |
| 27 فبراير 2005 | كرونا بروكسل 2005                | المركز الثاني           |
| 16 سبتمبر 2005 | كامبيونشاب فان فلانديرن 2005     | السادس في التصنيف العام |
| 21 سبتمبر 2005 | 2005 Omloop van het Houtland     | الفائز في التصنيف العام |
| 19 فبراير 2006 | Classic Haribo 2006              | الرابع في التصنيف العام |
| 01 يناير 2007  | 2007 Circuit Franco–Belge        | الفائز في التصنيف العام |
| 25 مارس 2009   | دفارز دور فلاندرز 2009           | الفائز في التصنيف العام |

## روابط خارجية
- كيفن فان يمبي على موقع الاتحاد الدولي للدراجات (الإنجليزية)
- كيفن فان يمبي على موقع أرشيف الدراجات (الإنجليزية)
- كيفن فان يمبي على موقع إحصائيات الدراجات الإحترافية (الإنجليزية)
- كيفن فان يمبي على موقع نسبة الدراجات (الإنجليزية)